# Aglycon
Een aglycon (letterlijk: een niet-suiker) is het deel van het molecuul van een zoetsmakende stof, vaak dan glycoside genoemd, dat geen koolhydraat is. De formule kan dus niet als (CH2O)n genoteerd worden.
Veel zoetsmakende stoffen zijn, chemisch gezien, opgebouwd uit een aantal blokken die als losse bouwstenen in het metabolisme aangemaakt of verwerkt kunnen worden. Hoewel niet noodzakelijk (zoals in de kunstmatige zoetstof aspartaam) bestaan zoetsmakende stoffen vaak uit een of meer koolhydraatbouwstenen (zoals glucose en fructose) en een ander gedeelte, het aglycon.  
Voorbeelden van zoetstoffen waar een aglycon in voorkomt zijn: 
- stevioside met steviol
- rebaudioside A ook met steviol
- salicine met saligenine
- linamarine met cyanohydrine van aceton of acetoncyanohydrine
- lotaustraline met cyanohydrine van butanon
- glycyrrizinezuur met een sapogenine